# Vsevolod de Pskov
Vsevolod Gabriel Mstislavitch (russe : Всеволод Мстиславич), fils de Mstislav Ier et de Christine Ingesdotter, mort le 11 février 1138 est le saint patron de la ville de Pskov.
Prince de Novgorod en 1117, il est chassé du pouvoir le 28 mai 1136 par la population qui met Sviatoslav Olgovitch à sa place. Enfermé dans le kremlin de Novgorod avec sa famille, il parvient à s'enfuir et se réfugie à Kiev chez son oncle Iaropolk II. Il échoue l'année suivante à reprendre Novgorod et se retire à Pskov, dont il devient le prince (1137-1138).